# Hiéroglyphe égyptien G50
Les deux pluviers, en hiéroglyphes égyptiens, sont classifiés dans la section G « Oiseaux » de la liste de Gardiner ; cet hiéroglyphe y est noté G50. 

## Représentation
Il représente deux pluviers (?) accolés en monogramme.

## Utilisation
| G50 | t · y | A2 |

| G50 | t · y | A2 |